# Liga Mundial de Polo Aquático Masculino de 2003
A Liga Mundial de Polo Aquático Masculino de 2003 foi a segunda edição da Liga Mundial, organizado pela FINA. A Super Final aconteceu em Nova Iorque, Estados Unidos, com a vitória da Seleção Húngara de Polo Aquático.

## Classificação final
| \| Ranking \| Time \| \| ------- \| ------------------- \| \| \| Hungria \| \| \| Itália \| \| \| Estados Unidos \| \| 4. \| Sérvia e Montenegro \| \| 5. \| Grécia \| \| 6. \| Países Baixos \| \| 7. \| Austrália \| \| 8. \| Brasil \| |                     |
| Ranking | Time                |
| | Hungria             |
| | Itália              |
| | Estados Unidos      |
| 4. | Sérvia e Montenegro |
| 5. | Grécia              |
| 6. | Países Baixos       |
| 7. | Austrália           |
| 8. | Brasil              |